# Glasgow Subway

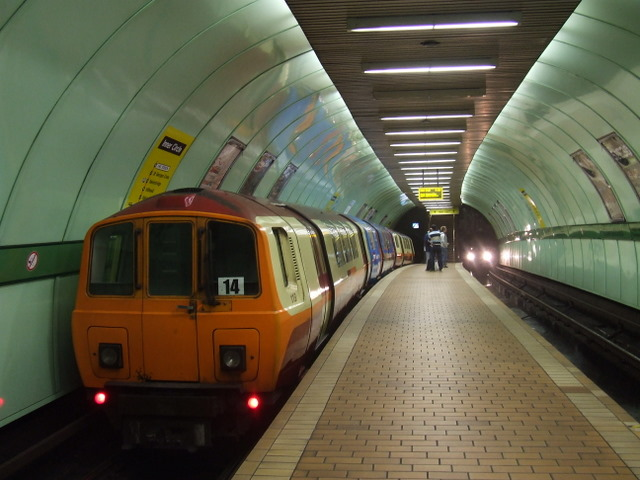
Drei-Wagen-Zug in der Station Cowcaddens

Die Glasgow Subway ist die U-Bahn der größten schottischen Stadt Glasgow. Sie wurde 1896 eröffnet und war damals nach den U-Bahnen in London und Budapest das drittälteste U-Bahn-System der Welt. Sie besteht lediglich aus einer vollständig im Tunnel verlaufenden Ringstrecke und wurde seit der Eröffnung nie erweitert. Betrieben wird sie von der Strathclyde Partnership for Transport (SPT), zusammen mit den Vorortlinien der Eisenbahn bildet sie das Schnellbahnnetz Glasgows.

## Strecke und Betrieb
Die 10,5 Kilometer lange Ringstrecke mit 15 Stationen verläuft vollständig unterirdisch, nur der Betriebshof bei Govan, im Südwesten, liegt an der Oberfläche. Sie verbindet die Innenstadt Glasgows mit dem West End und den südwestlichen Vororten südlich des Flusses Clyde. Die Strecke wird von Zügen zweier gegenläufiger Linien befahren. Sie wird im Linksverkehr betrieben, die Fahrten auf dem äußeren Ringgleis (outer circle) mit der Kennfarbe Orange erfolgen im Uhrzeigersinn, die auf dem inneren Ringgleis (inner circle) mit der Kennfarbe Grau entgegen dem Uhrzeigersinn. Die Züge verkehren werktags zwischen 6:30 Uhr und 23:30 Uhr in Abständen von vier bis acht Minuten, sonntags von 10:00 Uhr bis 18:00 Uhr alle acht Minuten.
Die Fahrzeuge laufen auf Schmalspurgleisen mit der seltenen Spurweite von 4 Fuß, was 1219 Millimetern entspricht. Ihren Strom beziehen die Züge über eine seitliche Stromschiene, die Spannung liegt bei 600 Volt. Die Tunnel mit einem Durchmesser von lediglich 3,35 Metern befinden sich oft knapp unter der Erdoberfläche, sie folgen häufig den Straßenverläufen. Jene Streckenabschnitte, die die Flüsse Clyde und Kelvin oder Bahnstrecken unterqueren, liegen tiefer und sind mit Gusseisentübbings verkleidet. Sie machen etwa ein Drittel der Strecke aus. Die Tunnelwände der beiden Fahrtrichtungen liegen rund 0,75 bis 1,8 m voneinander entfernt. Der Streckenverlauf weist Steigungen von bis zu 60 Promille auf. Tiefste Station ist Buchanan Street, die zwölf Meter unter der Oberfläche liegt.

## Geschichte

### Erste Planungen und Konzepte

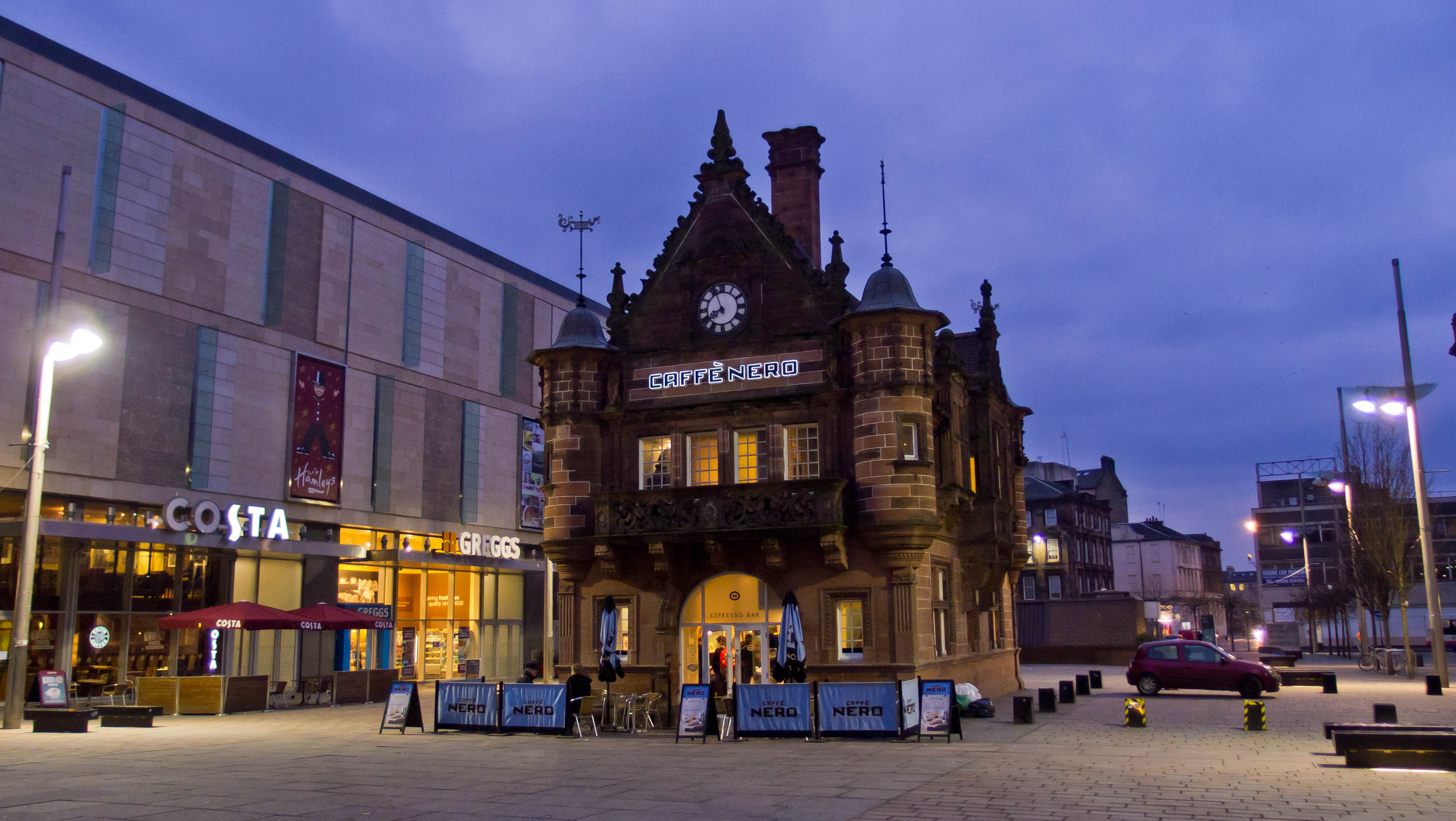
Ehemaliges Zugangsgebäude der Station St Enoch

Bereits 1887, als Glasgow von wirtschaftlichem Aufschwung bedingt durch den Handel zwischen Europa und Amerika seit dem 18. Jahrhundert profitieren konnte, wurden unterschiedliche Pläne vorgelegt, wonach das steigende Verkehrsaufkommen an der Oberfläche durch eine unterirdisch geführte Bahn entlastet werden sollte. Drei Jahre später erhielt die Konzeption der Glasgow District Subway Company von einem U-Bahn-Ring Zustimmung. Innerhalb von sieben Monaten schuf man einen 9,5 Meter breiten Schacht, der Ausgangspunkt für den weiteren Tunnelbau sein sollte. Wasserreiche Sande bremsten hierbei den Baufortschritt auf lediglich 20 Zentimeter pro Woche ab. Da der Großteil der Tunnelabschnitte jedoch dem Straßenverlauf an der Oberfläche folgen sollte, konnte die Deckelbauweise beziehungsweise offene Bauweise angewendet werden, bei der die Tunnel an der Oberfläche ausgehoben und die Straßendecke am Ende der Bauarbeiten wieder aufgetragen wird (Unterpflasterbahn). Die tiefer gelegenen Abschnitte, insbesondere bei der Unterquerung der Flüsse und der Eisenbahnstrecken wurden im Schildvortriebverfahren errichtet, mit Schilden nach Greathead, hydraulischen Pressen zum Vortrieb und Überdruck zur Verhinderung von Wassereinbrüchen. Traf man auf Felsschichten, so sprengte man diese mittels Dynamit, um den gewünschten Streckenverlauf zu erreichen.

### Anfänge als Kabelbahn

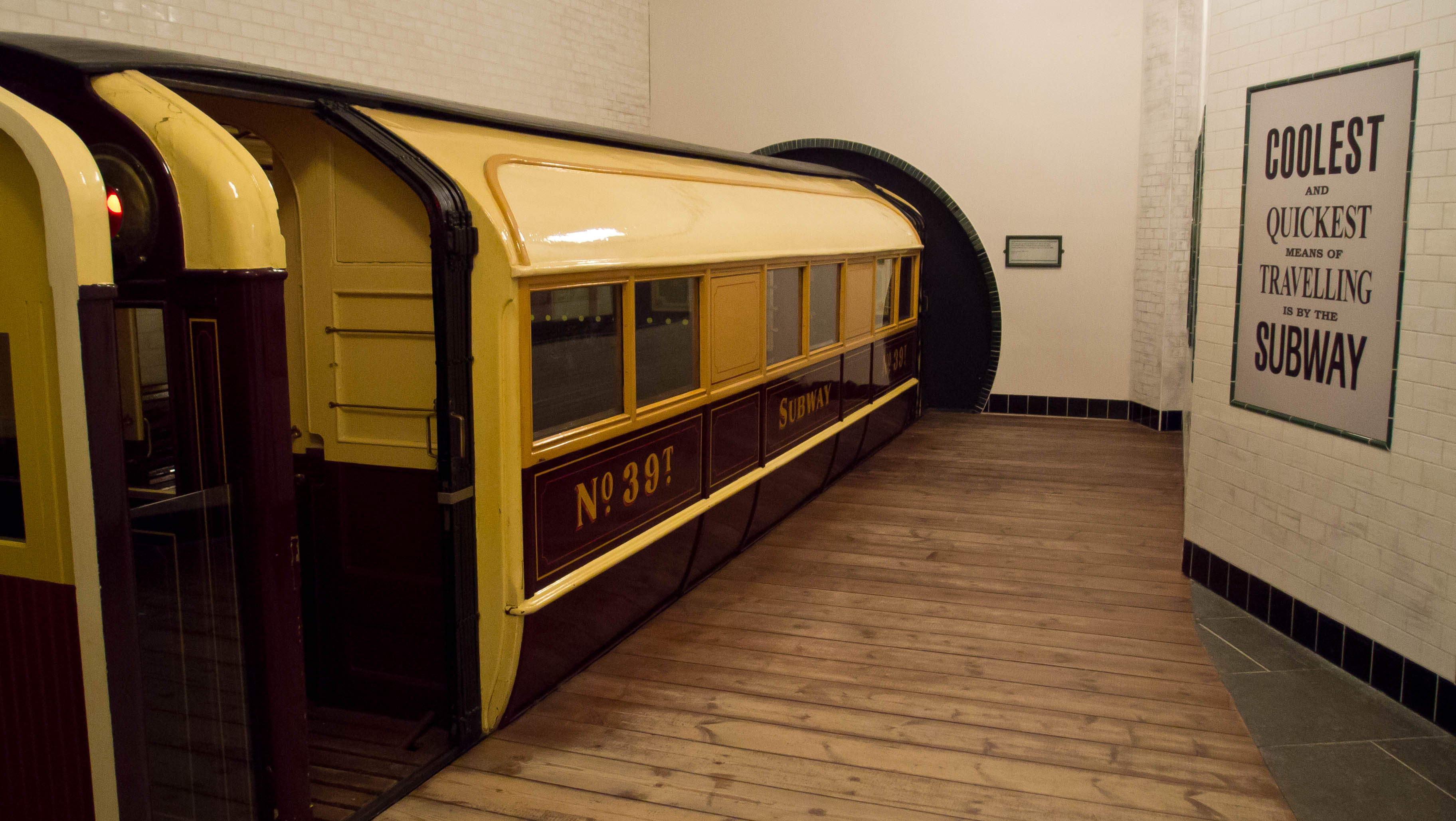
Zum Kabelbahnwagen zurückgebauter Triebwagen 39 im Riverside Museum

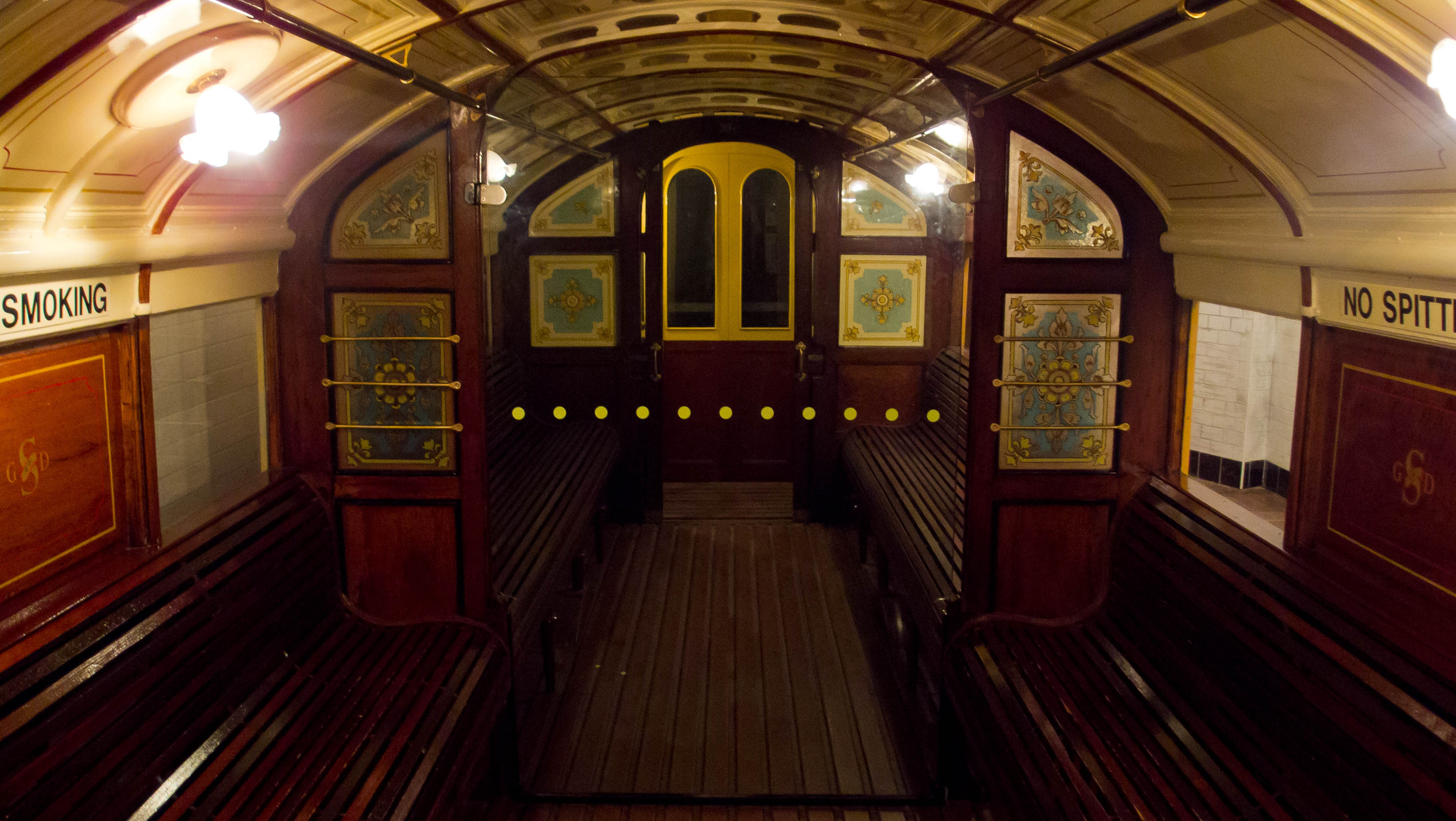
Fahrgastraum eines Kabelbahnwagens

Am 14. Dezember 1896 fand die Eröffnung der Glasgower U-Bahn statt.
Der Betrieb der Glasgower U-Bahn als Kabelbahn unterschied sich grundlegend von den bis dahin und den später gebauten Untergrundbahnen. Der Betrieb erfolgte über zwei kontinuierlich laufende Zugseile, die je von einer 1500 PS (ca. 1,1 MW) leistenden Dampfmaschine in einem eigenen Kraftwerk angetrieben wurden. Die Zweiwagenzüge hatten im vorlaufenden Wagen eine vom Wagenführer manuell zu bedienende Klemme, die das Zugseil umgriff. Sollte der Zug in einer Station halten, so musste er die Klemme öffnen, so dass der Zug nicht mehr mit dem Zugseil verbunden war und zum Stehen kam. Die 38 Millimeter dicken Stahlseile waren jeweils 11 Kilometer lang, wogen 57 Tonnen und liefen über 1700 Führungsrollen. Am südlichen Ende des Maschinenhauses stand der Dampfkessel mit acht einzelnen Kohlekesseln. Aus dem Maschinenraum wurden die Seile in einen 58 Meter langen Spannraum geführt, in dem die Spannung der Zugseile trotz Wärmedehnung und Seildehnung mit Spannscheiben konstant gehalten wurde.
Die Subway Company wählte dieses kostenintensive Antriebsverfahren, da bereits in Edinburgh und Glasgow Kabelstraßenbahnen im Einsatz standen. Zudem war der Glaube an einen elektrischen Zugbetrieb im Tunnel nicht gegeben, die City and South London Railway als erste elektrisch betriebene U-Bahn war zum Planungszeitpunkt noch nicht eröffnet. Andererseits führte der Kabelantrieb dazu, dass größere Steigungsstrecken von bis zu 6,25 % Neigung bei den Flussunterquerungen realisiert werden konnten, was die Baukosten reduzierte.
Das System als Kabelbahn war trotz seiner zufriedenstellenden Betriebsweise unwirtschaftlich: Schon bald mussten die abgenutzten Zugseile ausgetauscht werden, was eine enorme finanzielle Belastung für die Gesellschaft bedeutete. Schlechte Bahnhofsbeleuchtung schreckte zahlreiche Menschen ab, anstatt der parallel verlaufenden Straßenbahn die U-Bahn zu nutzen. Gleichzeitig erforderte der U-Bahn-Betrieb mehr Personal als die 1901 elektrifizierte Straßenbahn. So führten die niedrigen Einnahmen durch die Fahrgastbeförderung bei gleichzeitiger Kostenbelastung zum wirtschaftlichen Ruin der Betreibergesellschaft, sodass der Subwayring bereits 1922 durch einen günstigen Ankauf in das Eigentum der Stadt Glasgow gelangte. Diese betrieb die Strecke erst als Kabelbahn weiter, beschloss aber 1935 die Elektrifizierung.

### Neuanfang nach Elektrifizierung der Subway

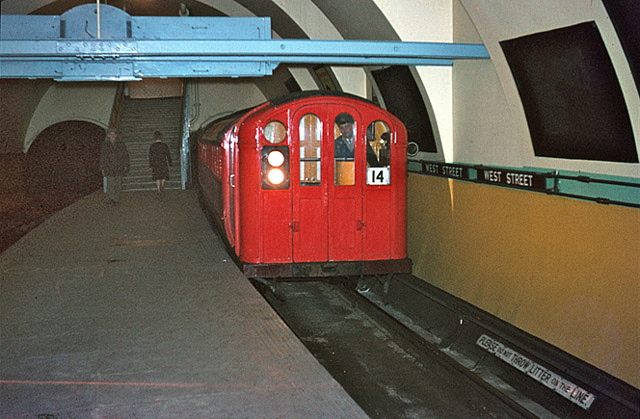
Zug 14 bei der Einfahrt in die Station West Street, rechts die Stromschienen für die Lichtstromversorgung, 1966

1935 wurde der elektrische Betrieb der Subway aufgenommen. Die Fahrzeit auf dem Gesamtring konnte so von 39 auf 28 Minuten verkürzt werden. Die Bahn wurde offiziell in Underground umbenannt. 2003 erhielt sie ihren alten Namen Subway zurück.
Die beiden Ringstrecken wurden hierfür mit seitlichen Stromschienen für 600 V Gleichspannung ausgestattet. Für den elektrischen Betrieb wurden keine neuen Fahrzeuge angeschafft. Die existierenden Wagen wurden verlängert, sie erhielten Drehgestelle anstelle der beiden Einzelachsen und seitliche Stromabnehmer. Es entstanden Triebwagen mit Triebdrehgestellen und antriebslose Beiwagen, die fortan als Zweiwagenzüge mit voranlaufendem Triebwagen verkehrten.
Zwei zusätzliche Stromschienen, die an den den Bahnsteigen abgewandten Seiten der Tunnelwände angebracht waren, gewährleisteten die Stromversorgung der Innenbeleuchtung mit 220 V Wechselspannung. Sie befanden sich in Höhe der Seitenfenster der Wagen, der Strom wurde durch seitlich an den Zugenden angebrachte Stromabnehmer abgegriffen. Diese Lösung wurde gewählt, da sich die Tunnelwände an manchen Stellen so weit verschoben hatten, dass ein einheitliches Lichtraumprofil nicht mehr gegeben und eine zweite seitliche Stromschiene in Höhe der Gleise daher nicht realisierbar war. Die separate Stromversorgung war u. a. deshalb notwendig, weil die Züge nachts bei ausgeschaltetem Fahrstrom auf den Streckengleisen abgestellt, gewartet und gereinigt wurden.
Die Betriebsleistung stieg kontinuierlich an, verzögerte sich jedoch infolge des Zweiten Weltkriegs, ein Bombenangriff bewirkte 1940 gar die zeitweise Einstellung des Betriebs für rund ein halbes Jahr. In der Folgezeit durchlief die U-Bahn Zeiten von Fahrgaststeigerungen und -rückgängen. In den 1950er Jahren setzte man erstmals einen Dreiwagenzug ein, um die Überfüllung der Züge zu lindern. Der ständige Einsatz solcher Züge erfolgte jedoch erst in den 1980er Jahren, da die Anschaffungskosten für die neuen Fahrzeuge hoch lagen. Leuchtstoffröhren ersetzten die bis in die 1960er Jahre hinein verwendeten Glühlampen. Trotz dieser Fortschritte waren die Betriebsmittel inzwischen veraltet und unattraktiv. Nach der Gründung der Greater Glasgow Passenger Transport Executive im Jahr 1973 wurden eine grundlegende Renovierung des Systems, und zu diesem Zweck die vorübergehende Einstellung des Betriebs, beschlossen.
Letzter Betriebstag der alten Züge war der 21. Mai 1977. An jenem Tag wurde der Verkehr gegen Mittag vorzeitig unterbrochen, da an einer Tunnelwand ein Riss entdeckt worden war. Die vorgesehenen Feiern anlässlich der letzten Einsatzwoche wurden deshalb abgesagt, ein letzter Zug mit prominenten Fahrgästen fuhr allerdings nochmals am 25. Mai 1977. Er lief von Bridge Street zur Station Cessnock, ohne den Clyde zu unterqueren. Um zur Station Bridge Street zu gelangen, befuhr der Zug vorher den äußeren Ring ausnahmsweise in der Gegenrichtung.

### Modernisierungsprogramm und Neueröffnung

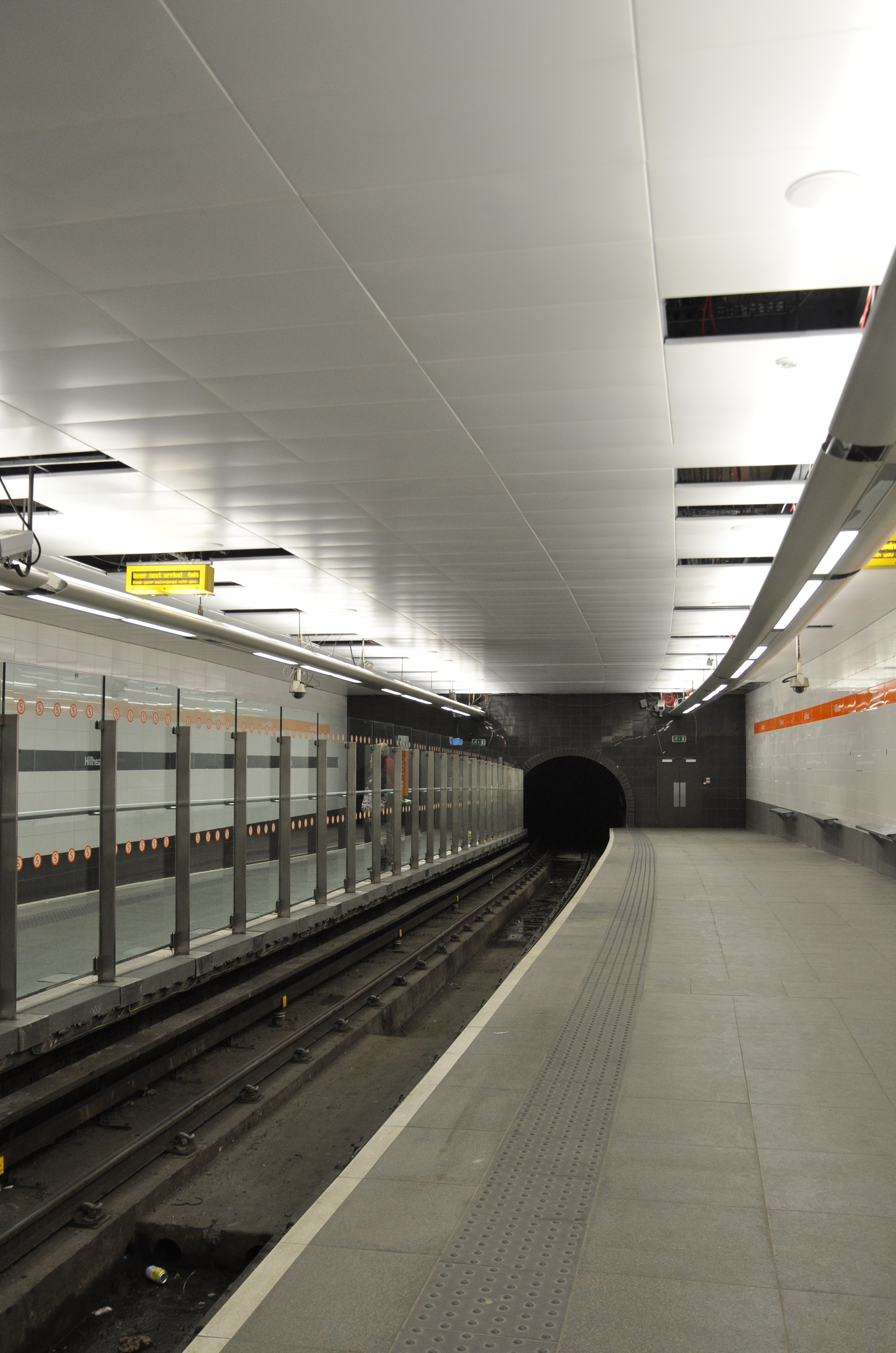
Modernisierte Station Hillhead mit ehemaligem Mittel- und neuem Seitenbahnsteig

Die Sanierung (von 1977 bis 1980) dauerte fast drei Jahre, während dieser Zeit war der gesamte Ring nicht in Betrieb. Das Sanierungsprogramm umfasste mit der Zielsetzung, ein modernes Verkehrsmittel zu schaffen, mehrere Aspekte. So wurden sämtliche Bahnhöfe umgebaut und modernisiert, in sechs Stationen wurden weitere Seiten- oder Mittelbahnsteige angelegt. 28 Rolltreppen wurden in neun Stationen eingebaut, neue Fahrzeuge mit höherem Komfort und Fahrgastkapazität in Dienst gestellt und ein automatisiertes Fahrscheinsystem eingeführt. Die Strecke erhielt neue Sicherungstechnik und eine Abwasseranlage, der Oberbau wurde zur Körperschalldämpfung als feste Fahrbahn ausgeführt, die Tunnelwände neu verkleidet und eine oberirdische Depotanlage mit Verbindung zu beiden Gleisen gebaut.
Bis dahin gab es weder eine Verbindung zwischen den beiden Streckengleisen noch zum Betriebshof Broomloan Depot zwischen den Stationen Ibrox und Govan. Die Wagen mussten dort mit einem Kran durch einen Schacht aus und in den Tunnel gehoben werden. Da die Strecke bis zum Umbau auch keine Abstellgleise hatte, mussten die Züge über Nacht auf den Streckengleisen abgestellt werden. Diese Situation hatte die Folge, dass ganztägig derselbe Takt gefahren werden musste. Das Modernisierungsprogramm brachte somit auch betriebliche Vorteile.
Am 16. April 1980 wurde die U-Bahn wiedereröffnet. Die neuen orangefarbigen Wagen durchfuhren die Ringstrecke in 22 statt bisher 28 Minuten. Der Takt konnte im Laufe des Tages entsprechend der Nachfrage angepasst werden: sechs Minuten in den Normalzeiten und vier Minuten in der Hauptverkehrszeit. Gegenüber 1977 wurde der Personalbestand um 28 % reduziert, ein Einheitsfahrpreis (25 Pence für Erwachsene, 15 Pence für Kinder) wurde eingeführt.

## Stationen
Die Gleise zwischen den Stationen liegen vollständig in separaten Tunneln mit einem Durchmesser von 3,35 Metern, an den beiden Zufahrten zum Betriebshof gibt es seit der Modernisierung eine Gleisverbindung. Alle Stationen wiesen bis dahin drei Meter breite Mittelbahnsteige mit nur einem Ausgang auf. Vor der Rückbenennung in Subway trugen die Stationen 68 Jahre lang den Schriftzug „UNDERGROUND“. Die Hinweisschilder zu den Stationen waren rund, sie zeigten ein rotes U auf weißem Grund.
Während der Vollsperrung zwischen 1977 und 1980 wurden einige Stationen stark verändert.
- Buchanan Street: Die wichtigste Station im Stadtzentrum ist nun über einen Fußgängertunnel mit dem benachbarten Fern- und Vorortbahnhof Glasgow Queen Street verbunden. Sie erhielt einen zusätzlichen Seitenbahnsteig am Outer Circle, seit 2002 trennt aus Sicherheitsgründen eine Glaswand den Mittelbahnsteig von dessen Gleis.
- Govan (vormals Govan Cross): Die Station ist Umsteigepunkt zu mehreren Buslinien, wegen ihres hohen Verkehrsaufkommens wurde sie völlig umgebaut und erhielt anstelle des Mittelbahnsteigs zwei Seitenbahnsteige.
- Hillhead: Durch die Hinzufügung eines Seitenbahnsteigs am Outer Circle wurde die wichtigste Station im West End dem durch die nahe Universität hohen Verkehrsaufkommen angepasst.
- Ibrox (früher Copland Road): Aufgrund ihrer Nähe zum Stadion des Fußballvereins Glasgow Rangers erhielt die Station einen zusätzlichen Seitenbahnsteig am Outer Circle.
- Partick: Die Station ersetzte 1980 die bisherige Station Merkland Street, sie erhielt zwei Seitenbahnsteige. Die Bahnsteige der gleichnamigen Station der Vorortbahn wurden ebenfalls verschoben, um ein einfacheres Umsteigen zu ermöglichen.[10]
- St Enoch: Die Station lag ursprünglich direkt vor dem gleichnamigen Fernbahnhof, der 1977 abgerissen wurde. Westlich davon befindet sich in fußläufiger Entfernung der Bahnhof Glasgow Central mit Umsteigemöglichkeit zur Vorortbahn. Das ehemalige Zugangsgebäude blieb erhalten, es wurde jedoch einer anderen Bestimmung in Form des St Enoch Shopping Center zugeführt und durch einen modernen Zweckbau ersetzt. Zum Mittelbahnsteig, der nur noch vom Inner Circle genutzt wird, kam für die Fahrtrichtung im Uhrzeigersinn ein östlicher Seitenbahnsteig hinzu.[11]

Die frühere Station Partick Cross führt jetzt den Namen Kelvinhall. Die Station Kelvinbridge wurde mittels langer Rolltreppen mit der Brücke über den Fluss Kelvin verbunden.

## Fahrzeuge

### Fahrzeuge der ersten Generation
Die bei der Oldbury Railway Carriage and Wagon Company gebauten Wagen der Kabelbahn wurden im Zuge der Elektrifizierung verlängert und erhielten anstelle der Einzelachsen Drehgestelle. Die so entstandenen Fahrzeuge waren 12,8 Meter lang, sie wiesen 42 Sitzplätze auf, die in Längsrichtung angeordnet waren. Die Triebwagen erhielten Fahrmotoren und Stromabnehmer, sie verkehrten jeweils mit einem angehängten Beiwagen. An den Wagenenden befanden sich auf der Bahnsteigseite zunächst Gittertüren, die weitgehend durch massive Schiebetüren ersetzt wurden. Die anfangs zweifarbigen Fahrzeuge wurden später rot lackiert, der Wagen 32 erhielt als Unikat eine zweiflügelige Schiebetür in der Wagenmitte. Er lief als Mittelwagen in einem aus drei Fahrzeugen bestehenden Versuchszug, später wurde er als normaler Beiwagen eingesetzt.

#### Museumsfahrzeuge
Als Folge des geänderten Lichtraumprofils können Wagen der ersten Generation nicht mehr auf der Strecke verkehren.
Die Wagen 39 und 41 wurden nach der Außerdienststellung 1977 wieder in ihre Ursprungsform zurückgebaut. Dabei wurden sie auf das Originalmaß verkürzt, die Drehgestelle wurden durch Einzelachsen ersetzt. Im Glasgow Transport Museum waren bis 2010, im Nachbau einer Station, Kabelbahnwagen und Triebwagen der ersten Generation ausgestellt, seit 2011 befinden sich die Exponate im örtlichen Riverside Museum.

### Fahrzeuge der zweiten Generation

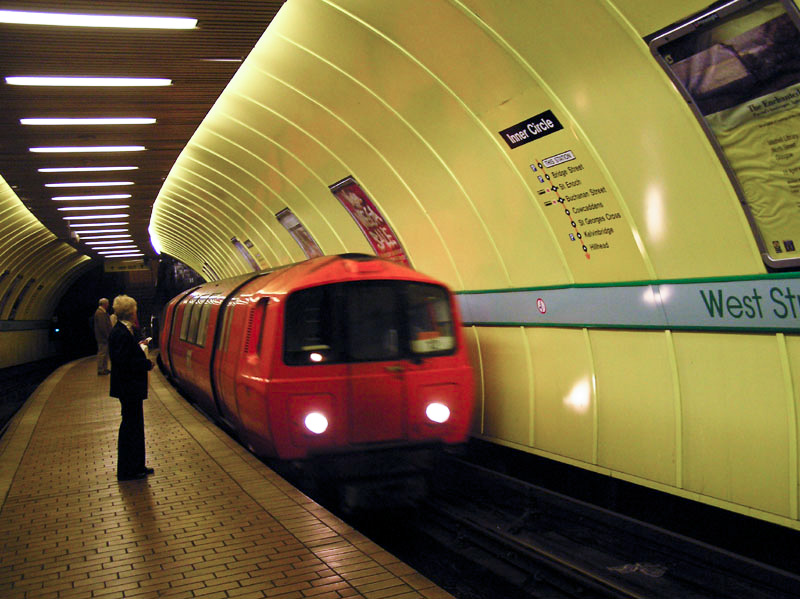
In die Station West Street einfahrender Zug auf dem Inner Circle

Im Rahmen des Modernisierungsprogramms im Jahr 1981 wurden 33 Triebwagen bei Metro-Cammel beschafft, zudem existieren acht Beiwagen. Die Triebwagen sind 12,81 Meter lang, 2,34 Meter breit und 2,65 m hoch. Die Wagenboden liegen 0,695 m über Schienenoberkante, woraus eine Innenraumhöhe von unter zwei Meter resultiert. Sie weisen 36 Sitz- und 54 Stehplätze auf. Mit den vorhandenen Fahrzeugen können maximal Dreiwageneinheiten zusammengestellt werden. Die vier Fahrmotoren eines Triebwagens erreichen zusammen 142 kW und können ihn auf eine Höchstgeschwindigkeit von 54 km/h beschleunigen.
Die Züge verkehren automatisch, die Aufgaben des Fahrers beschränken sich darauf, die Türen zu schließen und den Zug in Bewegung zu setzen. Sie tragen zum Teil die ursprüngliche orangefarbene Lackierung, teilweise sind sie in den Farben der SPT lackiert. Zum hundertjährigen Jubiläum der Bahn erhielt der Wagen 122 eine weiß/braune Livree ähnlich der der ersten Kabelbahnwagen, ein Beiwagen wirbt in hellblauer Farbgebung für die 2014 in der Stadt ausgetragenen Commonwealth Games. 
Der letzte Einsatztag der Fahrzeuge der zweiten Generation war der 28. Juni 2024, wobei für die Abschiedsfahrt Wagen 119 eingesetzt wurde. Wagen 128 wurde als Exponat an das Riverside Museum abgegeben.

### Fahrzeuge der dritten Generation

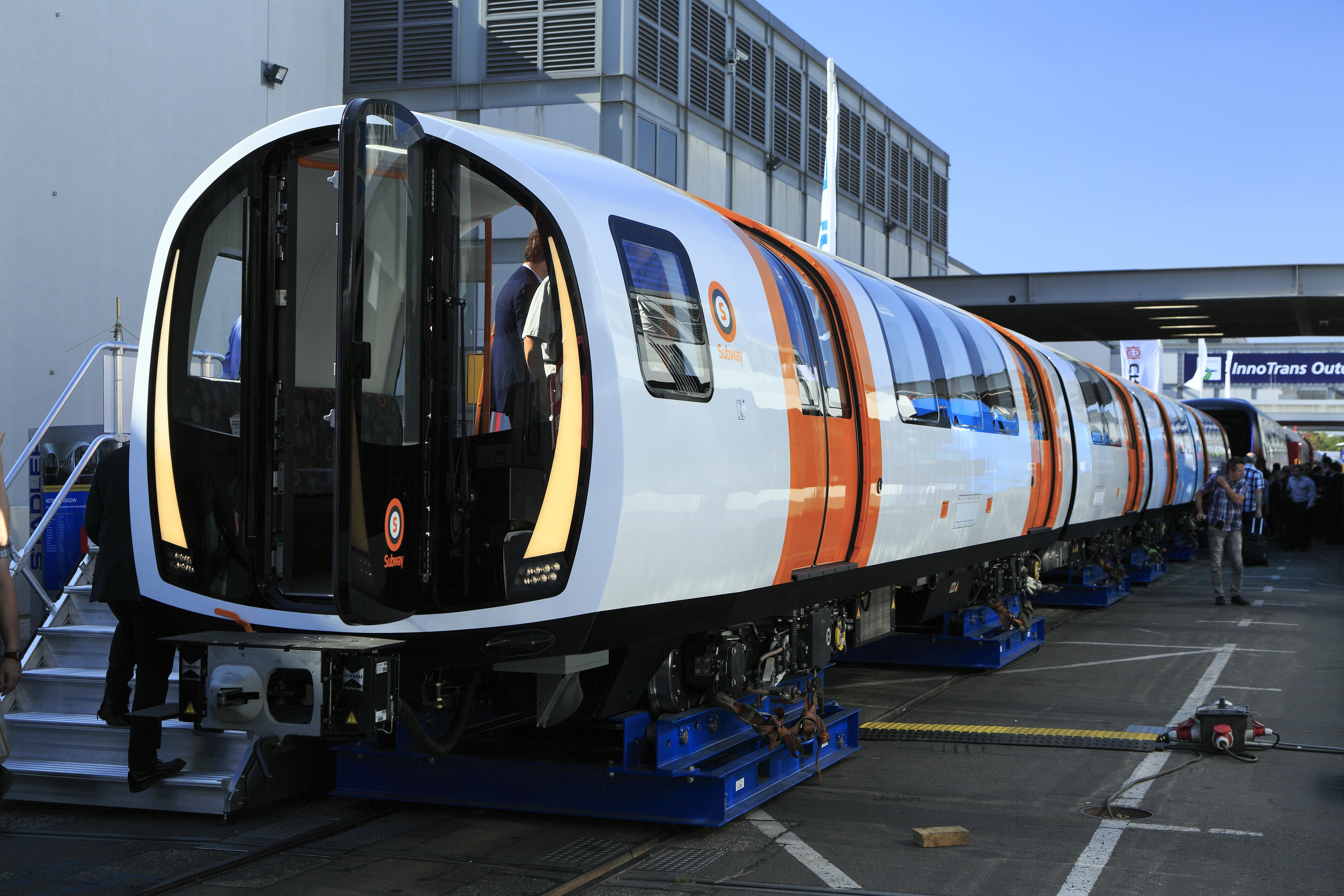
2018 auf der InnoTrans in Berlin ausgestellter Zug der neuen Fahrzeuggeneration

Bei Stadler Rail und Ansaldo STS wurden 2016 für rund 200 Millionen Pfund 17 neue Züge bestellt. Sie sind 39 Meter lang, haben 104 feste Sitze, sechs Klappsitze und 199 Stehplätze. Die durchgängig begehbaren Züge bestehen aus vier Wagenkästen mit sechs Drehgestellen, die beiden Mittelwagenkästen mit nur einem Laufdrehgestell pro Wagen sind auf die Endwagen mit jeweils Triebdrehgestellen aufgesattelt. Die Züge besitzen eine Bodenhöhe von 695 mm und eine Höchstgeschwindigkeit von 58 km/h. Anfang Mai 2019 traf der erste Zug zur Erprobung in Glasgow ein. Die U-Bahn soll in den folgenden Jahren auf vollautomatischen Betrieb mit Bahnsteigtüren umgestellt werden. Die Züge werden seit dem 11. Dezember 2023 im planmäßigen Fahrgastverkehr eingesetzt, wobei die Züge bis zur Umstellung auf fahrerlosen Betrieb im halbautomatischen Zugbetrieb mit Triebfahrzeugführern (Automatisierungsstufe GoA 2) betrieben werden.

## Subcrawl
Die U-Bahn und die angrenzenden Gaststätten sind der Mittelpunkt einer Kneipentour, die als Subcrawl bekannt ist. Die Teilnehmer kaufen ein Tagesticket, steigen an jeder der 15 Stationen aus und trinken in der nächsten Bar ein alkoholisches Getränk. Während der Fahrt zwischen den Bahnhöfen müssen die Teilnehmer in der Regel im Zug stehen und sich nicht an Stützen festhalten, bekannt als Subsurfing. Ein Subcrawl dauert normalerweise einen ganzen Tag, und das Beenden eines Crawls (Trinken in derselben Kneipe, in der man begonnen hat) wird als ziemliche Leistung angesehen.